# Lucia de Berk

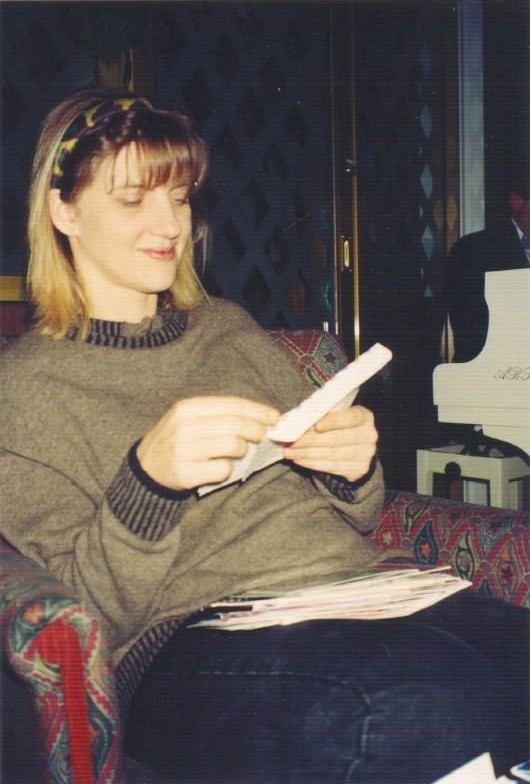
Lucia de Berk

Lucia de Berk, auch Lucy de Berk oder Lucia de B. (* 22. September 1961 in Den Haag), ist eine niederländische Kinderkrankenschwester. Sie wurde unter dem zu Unrecht erhobenen Vorwurf des mehrfachen Mordes Opfer eines Justizirrtums und im Jahr 2003 von einem Gericht in Den Haag in erster Instanz wegen vier Giftmorden und drei Mordversuchen an Patienten zu lebenslanger Haft verurteilt.
In der Berufung wurde sie 2004 wegen sieben vollendeten und drei versuchten Morden zu lebenslanger Haft und – für den Fall einer Begnadigung – zur anschließenden Unterbringung in einer therapeutischen Einrichtung verurteilt. Die Verurteilungen basierten in zwei Fällen auf fehlerhaften toxikologischen Gutachten. In den übrigen Fällen wurden fehlerhafte statistische Berechnungen zur Wahrscheinlichkeit einer zufälligen Anwesenheit der Beschuldigten bei allen Todesfällen angestellt. Schließlich folgten die Gerichte der Annahme, dass de Berk, wenn sie zwei Morde begangen hat, auch bei allen übrigen ungeklärten Todesfällen in ihrer Umgebung die Mörderin sein muss. 2006 wurde das Strafmaß neu auf lebenslange Haft festgelegt, da der Hohe Rat der Niederlande die Kombination von lebenslanger Haft und anschließendem Maßregelvollzug für rechtswidrig hielt.
Das Schicksal de Berks veranlasste eine Reihe von Privatpersonen und Wissenschaftlern zur Überprüfung der Vorwürfe. Sie erreichten, dass die Kommission zur Überprüfung abgeschlossener Strafsachen und die Generalstaatsanwaltschaft den Fall überprüften. Der Hohe Rat der Niederlande in Den Haag beschloss im Herbst 2008 die Wiederaufnahme des Verfahrens. Ab 2009 wurde der Fall de Berk vor dem Gerechtshof Arnhem-Leeuwarden erneut verhandelt. De Berk wurde am 13. April 2010 freigesprochen und hatte mehr als sechs Jahre unschuldig in Haft verbracht. Die ihr ursprünglich zur Last gelegten vermeintlichen Morde waren natürliche Todesfälle.

## Ungeklärter Todesfall und Ermittlungen der Klinik

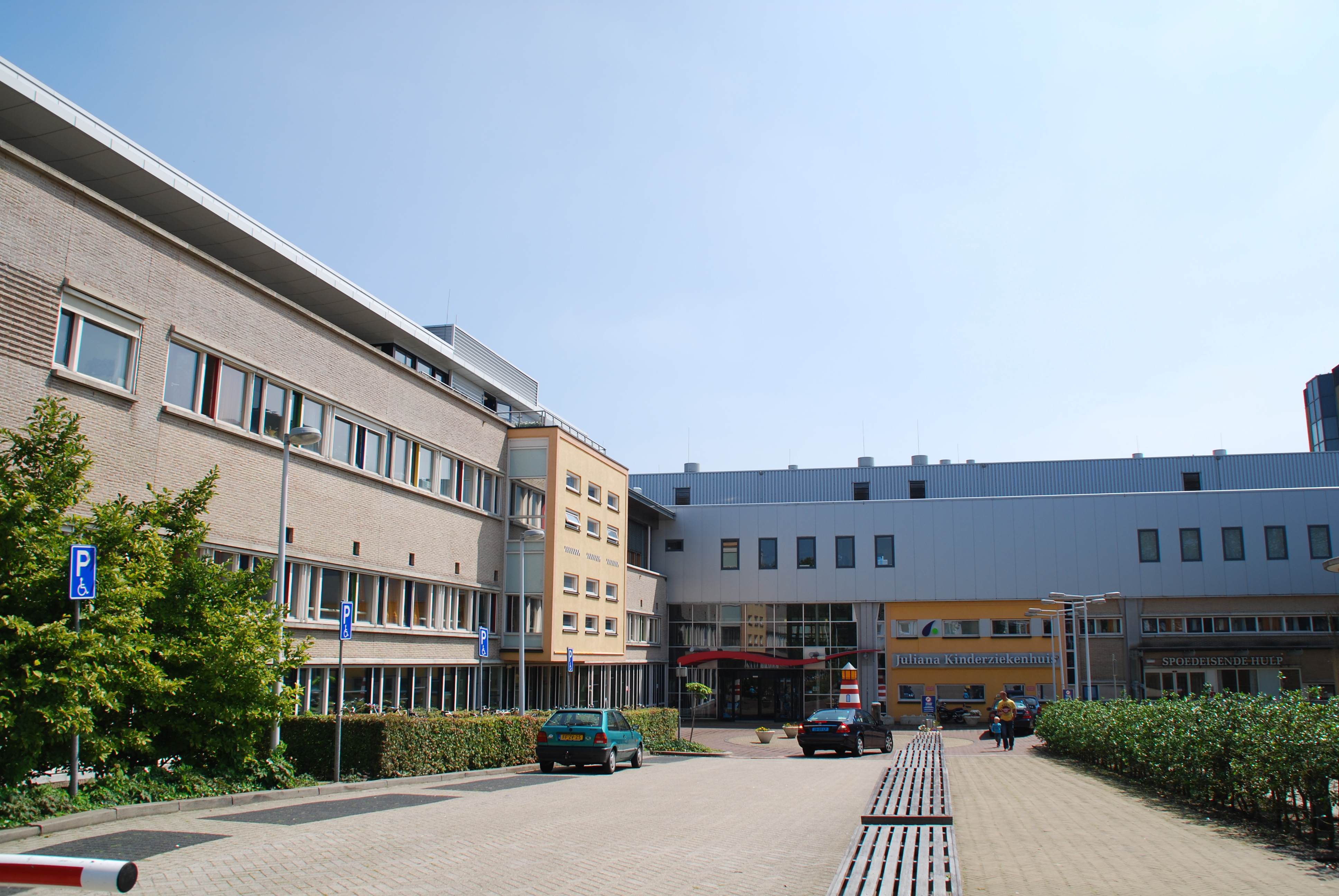
Juliana-Kinderkrankenhaus in Den Haag, vermeintlicher Tatort

Am frühen Morgen des 4. September 2001 starb im Haager Juliana-Kinderkrankenhaus (JKZ) der halbjährige Säugling Amber. Das Kind hatte an einer Vielzahl von Missbildungen an Lunge, Herz, Hirn und Verdauungssystem gelitten und war in der Nacht in Anwesenheit von Lucia de Berk und einer weiteren Krankenschwester kollabiert. Wiederbelebungsmaßnahmen blieben ohne Erfolg, unmittelbar nach dem Todesfall wurde von einem der beteiligten Ärzte ein natürlicher Tod bescheinigt. Am folgenden Tag erschien eine Kollegin de Berks bei ihren Vorgesetzten und teilte ihren Verdacht mit, dass es ungewöhnlich häufig während der Dienstzeiten von de Berk zu Todesfällen oder Wiederbelebungen komme. Es kam der Verdacht auf, dass es sich beim Tod von Amber um einen unnatürlichen Todesfall handeln könnte. Die Klinik änderte die Todesursache auf unbekannt.
Am 5. September wurden eine Untersuchung des Todesfalls aufgenommen und erste Befragungen von Mitarbeitern des Krankenhauses durchgeführt. Lucia de Berk wurde mit einem Hausverbot belegt. In einem unmittelbar darauf folgenden arbeitsrechtlichen Verfahren bescheinigten vierzehn Pfleger und Ärzte des JKZ Lucia de Berk, dass sie eine gute und angenehme Kollegin sei. In einer internen Beurteilung vom August 2001 war sie als sachkundig und zuverlässig beschrieben und gut bewertet worden. Das Arbeitsgericht erlegte dem JKZ für den Fall von de Berks Unschuld eine Pflicht zur Zahlung von 100.000 Gulden auf.
Am 11. September 2001 fand eine Pressekonferenz statt, die von einem regionalen Hörfunksender übertragen wurde. Der Leiter des Krankenhauses teilte mit, dass eine Krankenschwester an mehreren verdächtigen Todesfällen und Wiederbelebungen im JKZ beteiligt war. Er versicherte den Angehörigen der Verstorbenen und den Mitarbeitern des Krankenhauses seine Anteilnahme. Am 17. September erstattete das Krankenhaus Strafanzeige bei der Polizei. Bei der Überprüfung der Unterlagen des JKZ wurden für den Zeitraum von September 2000 bis September 2001 neun Todesfälle oder Reanimationen festgestellt, die als überraschend und medizinisch nicht erklärbar angesehen wurden und bei denen Lucia de Berk Dienst hatte. Auch in zwei weiteren Krankenhäusern in den Haager Stadtteilen Leyenburg und Vogelwijk und in einem Gefängniskrankenhaus in Scheveningen, in denen Lucia de Berk seit 1997 gearbeitet hatte, wurden Nachforschungen angestellt. Zunächst wurden dreißig Todesfälle und besondere Vorkommnisse Gegenstand der Ermittlungen, von denen die Mehrzahl binnen kürzester Zeit geklärt waren. Bei diesen verdächtigen Todesfällen war bereits ein natürlicher Tod festgestellt und bei den sonstigen Zwischenfällen keine forensische Untersuchung durchgeführt worden.

## Polizeiliche Ermittlungen

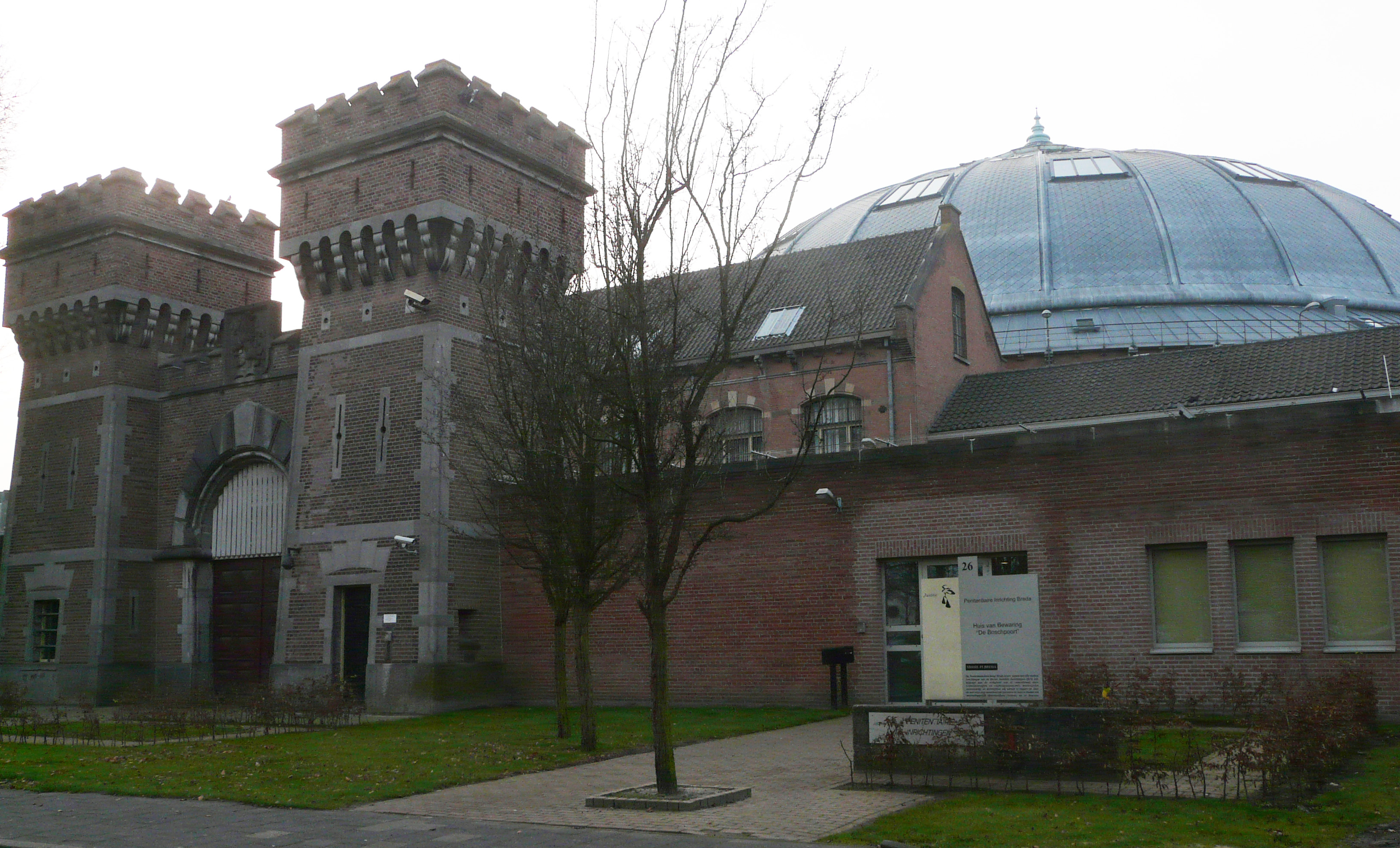
Koepelgevangenis in Breda, de Berks Ort der Untersuchungshaft

Lucia de Berk verweigerte während ihrer polizeilichen Vernehmungen auf Anraten ihres Rechtsanwalts Einlassungen zur Sache.
Das JKZ stellte eine Berechnung an, der zufolge eine Wahrscheinlichkeit von 1 zu 7 Milliarden bestand, dass Lucia de Berk nur zufällig bei den verdächtigen Todesfällen und Reanimationen anwesend war. Auf der Grundlage dieser Angabe leitete die Polizei ein Ermittlungsverfahren ein.
Die Familie de Berks erklärte zu einem späteren Zeitpunkt, dass sie sich durch das Auftreten der Polizei bedrängt gefühlt habe. Insbesondere de Berks Mutter und Schwester gaben an, die Polizei habe die Zerstrittenheit der Familie ausgenutzt, um abwertende Äußerungen über de Berk zu erschleichen.
Zu Beginn der 1970er Jahre, als die Familie de Berk noch in Kanada lebte, war das Haus der Familie niedergebrannt. Die Brandermittler der kanadischen Polizei stellten einen Kurzschluss als Brandursache fest, zudem war Lucia zum Zeitpunkt des Brandes nicht zuhause. Im Zuge der Mordermittlungen wurde de Berk 2001 von der niederländischen Staatsanwaltschaft als potentielle Brandstifterin angesehen. Niederländische Ermittler reisten nach Kanada, um de Berks Vergangenheit zu überprüfen. Der US-amerikanische Kriminalpsychologe und Fallanalytiker Alan Brantley, zuletzt in der Behavioral Analysis Unit des Federal Bureau of Investigation tätig, sah den Brand als in das Profil einer Serienmörderin de Berk passend an.
Bei einer Hausdurchsuchung fand die Polizei Tagebücher und weitere von de Berk verfasste Texte. Eine von de Berk verfasste Geschichte hatte den Mord an einer Prostituierten zum Inhalt. Dieser fiktive Text wurde während der weiteren Ermittlungen als „Mordtext“ bezeichnet und im Verfahren als angeblicher Tagebuchauszug gegen de Berk verwendet. Recherchen der kanadischen Polizei zufolge wurde de Berk von ihrem Bruder als „Bücherwurm“ beschrieben. Sie beide hätten gerne Bücher von Stephen King gelesen und gemeinsam versucht, im selben Stil zu schreiben. In gleicher Weise äußerte sich de Berks Tochter über den Inhalt der Tagebücher, diesen Angaben schenkte die Polizei keine weitere Aufmerksamkeit.
Am 13. Dezember 2001 wurde Lucia de Berk am Sterbebett ihres Großvaters festgenommen. Zuvor hatte sie in einem von der Polizei abgehörten Telefongespräch über die Medikation ihres Großvaters gesprochen und außerdem den Wunsch geäußert, dass sie das Leiden ihres Großvaters beenden könne. Die Ermittler interpretierten das als Hinweis auf einen unmittelbar bevorstehenden Mord. De Berk wurde nach ihrer Festnahme zunächst im Koepelgevangenis inhaftiert, einer Untersuchungshaftanstalt für Frauen in Breda.

## Strafverfahren

### Erste Instanz: lebenslänglich
Am 24. März 2003 wurde Lucia de Berk von der Rechtbank Den Haag in erster Instanz wegen vier Morden, drei Mordversuchen, mehreren Diebstählen zum Nachteil der Mordopfer, Urkundenfälschungen (im Zusammenhang mit der verfälschten Dokumentation von Medikationen) und Falschaussagen zu einer lebenslangen Freiheitsstrafe verurteilt, angeklagt war sie wegen dreizehn Morden und fünf Mordversuchen in vier Krankenhäusern. Das Gericht stützte sein Urteil maßgeblich auf eine wahrscheinlichkeitstheoretische Berechnung, der zufolge nur eine Wahrscheinlichkeit von 1 zu 342 Millionen bestand, dass de Berk zufällig bei einer derart großen Zahl von Todesfällen oder Wiederbelebungen zugegen war. De Berk wurde nur für jene Fälle verurteilt, in denen weitere Beweise ihre Täterschaft zu belegen schienen oder keine medizinischen Gründe für den Todesfall gefunden werden konnten. Das Gericht verhängte ausdrücklich eine lebenslange Freiheitsstrafe, die in den Niederlanden anders als in Deutschland eine „vorzeitige Haftentlassung“ ausschließt, weil nur dieses Strafmaß der Schuld de Berks angemessen sei. Die Verhängung einer zeitlich begrenzten Haftstrafe von 20 Jahren hätte bedeutet, dass de Berk bereits nach weniger als 14 Jahren hätte entlassen werden können.

### Berufung: lebenslänglich und tbs
Der Gerechtshof Den Haag verurteilte Lucia de Berk am 18. Juni 2004 wegen sieben Morden und drei Mordversuchen und mehrerer weiterer Straftaten in drei Krankenhäusern zu lebenslanger Haft. Zusätzlich wurde die Terbeschikkingstelling (tbs) verhängt. Diese im niederländischen Strafrecht vorgesehene Maßnahme ist auf psychisch kranke Straftäter ausgerichtet und ist dem Maßregelvollzug in Deutschland oder dem Maßnahmenvollzug in Österreich vergleichbar. Die Kombination von lebenslanger Haft und tbs, die auch erzwungene therapeutische Maßnahmen einschließt und auf eine Rückkehr in die Gesellschaft abzielt, war ungewöhnlich. Der Gerechtshof hielt jedoch mit Blick auf eine mögliche Begnadigung die tbs für geboten.
Nur in zwei der Fälle hielt es der Gerechtshof für bewiesen, dass de Berk ihre Opfer vergiftet hatte. Das Gericht stellte aber mit Blick auf die beiden vermeintlich bewiesenen Morde fest, dass auch die anderen Todesfälle nur durch ein von de Berk begangenes Verbrechen zu erklären seien. Dabei wurde übergangen, dass in einigen dieser Todesfälle bereits ein natürlicher Tod festgestellt worden war. Entscheidend für den Schuldspruch war das Gutachten eines Rechtsmediziners, das von der Verteidigung beantragt worden war. Der Gutachter stellte fest, dass dem ersten Opfer eine nicht-therapeutische Dosis des Wirkstoffs Digoxin zugeführt worden war. Der Gerechtshof nahm diesen vermeintlich erwiesenen Mord zur Grundlage für den Schuldspruch auch in den übrigen Fällen.
Neben dem rechtsmedizinischen Gutachten stützte das Gericht sein Urteil auf die Verwendung der Vokabel „compulsie“ (dt. kompulsiv) in de Berks Tagebüchern. In einem Eintrag am Todestag eines der verstorbenen Patienten schrieb sie ohne Bezug auf den Todesfall, dass sie „dem Zwang nachgegeben“ habe. An anderer Stelle schrieb sie ohne nähere Angaben von ihrem „großen Geheimnis“, was sie vor Gericht mit ihrer Beschäftigung mit dem Tarot aufklärte. Ihren Angaben zufolge verheimlichte sie den Glauben an die Tarotkarten gegenüber ihrer Umgebung, weil die das nicht akzeptiert hätte. Das Gericht sah in den Aufzeichnungen den Beweis, dass de Berk glaubte, unter einem äußeren Zwang zum Morden zu stehen. Die in der ersten Instanz für den Schuldspruch maßgeblichen statistischen Berechnungen spielten im Berufungsverfahren keine Rolle mehr.

### Kassationsbeschwerde und erste Rückverweisung
Gegen das Urteil des Gerechtshof Den Haag legte Lucia de Berk Kassationsbeschwerde beim Hohen Rat der Niederlande ein. In seinem Beschluss vom 14. März 2006 rügte der Hohe Rat die Verhängung einer lebenslangen Freiheitsstrafe bei gleichzeitiger Verhängung der Terbeschikkingstelling. Die tbs sei eine Maßnahme der Wiedereingliederung in die Gesellschaft, während die lebenslange Freiheitsstrafe eben die Rückkehr in die Gesellschaft ausschließe. Der Vorgriff des Gerechtshof auf eine denkbare Begnadigung der Verurteilten sei rechtswidrig gewesen. In sämtlichen anderen gerügten Punkten, einschließlich der Beweisführung, wurde das Urteil bestätigt. Der Fall wurde an den Gerechtshof Amsterdam verwiesen, der lediglich das Strafmaß neu festzusetzen hatte. Wenige Tage nach dem Beschluss erlitt de Berk einen Herzinfarkt und wurde in die Krankenabteilung des Gefängnisses von Scheveningen verlegt.
Am 13. Juli 2006 wurde de Berk vom Gerechtshof Amsterdam erneut zu lebenslanger Haft verurteilt. Das Strafverfahren war damit abgeschlossen.

## Zweifel an Verfahren und Urteil
Eine Gruppe interessierter Bürger, unter ihnen der Wissenschaftstheoretiker Ton Derksen und seine Geschwister, die Ärztin Mette de Noo und der Soziologe Bram Derksen, wurden auf den Fall de Berk aufmerksam und kamen bei ihrer Untersuchung des Verfahrens zu dem Schluss, dass Lucia de Berk das Opfer eines Justizirrtums geworden war. Im Dezember 2005 traten sie mit ihren Untersuchungsergebnissen an die Öffentlichkeit. Eine steigende Zahl von Wissenschaftlern schloss sich ihnen an und bestätigte, dass die im Strafverfahren gegen de Berk herangezogenen Methoden wissenschaftlichen Standards nicht genügten.

### Kritikpunkte
- Die beiden Lucia de Berk vorgeblich durch toxikologische Gutachten nachgewiesenen Morde können auch natürliche Todesfälle gewesen sein, die toxikologische Untersuchung erfolgte in einem Fall mit ungeeigneten Methoden, in einem zweiten Fall waren während des für die angebliche Verabreichung des Gifts an den Patienten ermittelten Zeitfensters zwei Ärzte zugegen.[2]
- Die statistischen Untersuchungen, die zu belegen schienen, dass für eine Serie zufällig in Anwesenheit de Berks eingetretener natürlicher Todesfälle nur eine extrem geringe Wahrscheinlichkeit besteht, beruhten auf falschen Voraussetzungen. Die Statistiker sahen es als gegeben an, dass es sich bei den Todesfällen um von einer Krankenschwester begangene Morde handelte. Ihre statistische Analyse hatte nur das Ziel, unter den in den Kliniken beschäftigten Krankenschwestern die eine vermutete Mörderin zu ermitteln. Darüber hinaus war es falsch, die Wahrscheinlichkeit für die zufällige Anwesenheit de Berks für die Todesfälle in drei Kliniken getrennt zu ermitteln und dann durch die simple Multiplikation der drei Ergebnisse die Wahrscheinlichkeit für die zufällige Präsenz bei allen Fällen ermitteln zu wollen.[3][4]
- Die erste Anklage gegen de Berk betraf dreizehn Todesfälle, von denen bei einigen ein von de Berk verübter Mord schon deswegen ausgeschlossen war, weil de Berk zum Todeszeitpunkt keinen Dienst hatte. In allen dreizehn Fällen war zunächst ein natürlicher Tod bescheinigt worden.

### Exkurs: Kommission zur Überprüfung abgeschlossener Strafverfahren
Am 22. Juni 2000 wurden in einem Park in Schiedam ein zehnjähriges Mädchen vergewaltigt und erdrosselt und ihr elfjähriger Spielkamerad durch Messerstiche schwer verletzt. Ein Tatverdächtiger wurde am 5. September 2000 ermittelt. Er gestand die Taten im Polizeiverhör und wurde zu 18 Jahren Haft und als Sexualstraftäter zu Terbeschikkingstelling verurteilt. Vier Jahre später gestand ein anderer Mann die Tat und offenbarte dabei Täterwissen. Der Fall wurde 2005 von der Posthumus-Kommission, einer Kommission aus Juristen und Kriminalisten unter Vorsitz des niederländischen Generalstaatsanwalts Frits Posthumus, eingehend überprüft. Als die Posthumus-Kommission im September 2005 ihren Bericht vorlegte, stellte sie darin schwere Fehler bei Ermittlungen und Strafverfahren zum Schiedamer Parkmord fest. Darüber hinaus bestand der Verdacht, dass in weiteren Fällen Unschuldige zu langen Haftstrafen verurteilt worden waren. Dies war Anlass für die Einrichtung der Kommission zur Überprüfung abgeschlossener Strafverfahren (niederländisch: Commissie evaluatie afgesloten strafzaken – CEAS) oder Posthumus-II-Kommission. Die Kommission bestand aus Juristen und Kriminalisten und bildete neben einem dreiköpfigen Eingangsausschuss, der über die Annahme von Fällen zur Überprüfung entschied, zu jedem angenommenen Fall einen Dreierausschuss, der die Untersuchung durchführte und eine Empfehlung an die Generalstaatsanwaltschaft formulierte. Die CEAS wurde 2012 aufgelöst und ihre Aufgaben an den Generalstaatsanwalt beim Hohen Rat der Niederlande übertragen. Sie war – anders als die britische Criminal Cases Review Commission – kein unabhängiges Gremium, sondern ein Teil der Justizverwaltung.

### Kommission zur Überprüfung abgeschlossener Strafverfahren
Im August 2006, kurz nachdem das Strafverfahren gegen de Berk letztinstanzlich mit einer Verurteilung zu lebenslanger Haft abgeschlossen worden war, wandte sich Ton Derksen mit einem Antrag auf Überprüfung des Falls an Ybo Buruma, den Vorsitzenden des Eingangsausschusses der Kommission zur Überprüfung abgeschlossener Strafverfahren. Seine Eingabe begründete er damit, dass den rechtsmedizinischen Sachverständigen, die im Strafverfahren in mehreren Fällen natürliche Todesursachen ausgeschlossen hatten, nicht alle notwendigen Informationen vorgelegen hatten. Insbesondere betraf dies das entlastende toxikologische Gutachten eines Labors in Straßburg, das vom Nederlands Forensisch Instituut zwei Jahre lang nicht weitergeleitet worden war. Das Gutachten war erst bei der Verhandlung vor dem Gerechtshof Amsterdam im Juli 2006 in das Verfahren eingebracht worden, die Staatsanwaltschaft behauptete zu diesem Zeitpunkt fälschlich, dass es keine neuen Erkenntnisse beinhalte, und das entlastende Gutachten konnte aufgrund der von vorneherein ausgeschlossenen Beweisaufnahme nicht mehr berücksichtigt werden. Der Eingangsausschuss der Kommission nahm den Fall de Berk am 19. Oktober 2006 zur Überprüfung an. Dem am folgenden Tag bestellten Dreierausschuss gehörten an:
- Marc Groenhuijsen, Professor für Straf- und Strafprozessrecht und Viktimologie an der Universität Tilburg
- Peter Vogelzang, ehemaliger Leiter der Polizei von Utrecht
- Jan-Willem Grimbergen, Generalstaatsanwalt in Arnheim (Vorsitzender).[5]

Die Aufgabe des Dreierausschusses war die Beantwortung folgender Fragen:
1. War es rechtmäßig, die Ermittlungen auf jene Todesfälle zu beschränken, bei denen Lucia de Berk als Mörderin in Frage kam, und alle Todesfälle auszuschließen, die de Berk sicher nicht anzulasten waren?
2. Welche Sachverständigen wurden hinzugezogen, und warum gerade diese Sachverständigen?
3. Welche Daten standen den als Sachverständige hinzugezogenen Statistikern zur Verfügung und war diese Datenbasis fehlerfrei und vollständig?
4. Welche Informationen standen den rechtsmedizinischen Sachverständigen zur Verfügung und waren diese Informationen fehlerfrei und vollständig?
5. Enthalten die Akten ein Gutachten des Pieter Baan Centrum (einer Einrichtung zur psychiatrischen Untersuchung von Straftätern) und enthält dieses Gutachten Angaben zum Beweiswert und zur Interpretation von Tagebucheinträgen von Lucia de Berk?
6. Sind die unterschiedlichen wissenschaftlichen Auffassungen bezüglich des Nachweises von Digoxin bei den Ermittlungen und im Strafverfahren hinreichend gewürdigt worden?

Am 29. Oktober 2007 veröffentlichte der Ausschuss seinen Untersuchungsbericht, verbunden mit der Empfehlung zur Wiederaufnahme des Verfahrens wegen schwerwiegender Verfahrensfehler.
Die Empfehlung des Ausschusses gründete sich auf
- die Feststellung von Sachverständigengutachten, denen eine hinreichende Faktenbasis fehlte
- die durch den Statistiker Richard Gill getroffene Feststellung, dass die zufällige Anwesenheit de Berks bei allen Todesfällen eine Wahrscheinlichkeit von – je nach Berechnungsmethode – 1 zu 48 oder gar nur 1 zu 5 hatte. Der Sachverständige im ersten Strafverfahren hatte 1 zu 342 Millionen angegeben[3][4]
- die fehlerhafte Interpretation toxikologischer Befunde durch den Sachverständigen, der im ersten Fall eine Digoxinvergiftung feststellte, und die mangelhafte Würdigung unterschiedlicher Expertenmeinungen hierzu
- die vorschnelle Festlegung auf Lucia de Berk als Täterin und den Ausschluss alternativer Szenarien durch die Ermittler
- die Feststellung, dass in den zwei Jahren vor Lucia de Berks Einstellung im JKZ mehr Patienten unter ungeklärten Umständen starben als während ihrer Tätigkeit. Hätte die Polizei auch jene Fälle auf mögliche Straftaten als Ursache überprüft, hätten sie de Berk möglicherweise anders beurteilt.[3][4]

Der wichtigste Beweis, der zur Verurteilung de Berks führte, war der fehlerhafte Nachweis einer Digoxinvergiftung beim letzten vermuteten Opfer, der am 4. September 2001 verstorbenen sieben Monate alten Amber. Tatsächlich ist die Patientin eines natürlichen Todes gestorben. Die Gerichte hatten Lucia de Berk wegen dieses vermeintlich bewiesenen Mordes verurteilt und daran ohne weitere Sachbeweise auch die Verurteilung wegen der übrigen Todesfälle angeknüpft. In dem entlastenden Gutachten aus dem Jahr 2006 wurde der ursprüngliche Nachweis einer Digoxin-Vergiftung in Zweifel gezogen. Mithilfe der jetzt angewandten Flüssigchromatographie mit Massenspektrometrie-Kopplung können körpereigene Digoxin-ähnliche Substanzen (Digoxin-like immunoreactive substances – DLIS) von zugeführtem Digoxin unterschieden werden. Die zuvor im Verfahren gegen de Berk verwendeten diagnostischen Methoden erlaubten eine solche Unterscheidung nicht. Der körpereigene DLIS-Spiegel kann durch eine Reihe von Faktoren, darunter andere Medikamente als Digoxin und Lebererkrankungen, deutlich erhöht werden.

## Wiederaufnahmeverfahren
Am 2. April 2008 verfügte der Staatssekretär für Justiz eine zunächst auf drei Monate befristete Aussetzung der Haftstrafe de Berks. Zur Begründung führte er in einem Schreiben an den Vorsitzenden der Zweiten Kammer der Generalstaaten an, dass der Bericht der Kommission zur Überprüfung abgeschlossener Strafverfahren ernste Zweifel an der Rechtmäßigkeit der Verurteilung de Berks geweckt habe.
Am 17. Juni 2008 trug der Generalstaatsanwalt der Niederlande, Geert Knigge, dem Hohen Rat den Fall de Berk vor. Die Wiederaufnahme des Verfahrens hat nach der niederländischen Strafprozessordnung – wie im deutschen Strafverfahrensrecht – das Vorbringen neuer Beweise zur Voraussetzung. Knigge beantragte die Wiederaufnahme des Strafverfahrens in Bezug auf die Tötungsdelikte. Das begründete er damit, dass die Schlussfolgerung, Lucia de Berk müsse die Vielzahl der ihr zur Last gelegten Morde begangen haben, da ihr einer nachgewiesen worden sei, einer Überprüfung nicht standhalten könne. Ein neuer rechtsmedizinischer Gutachter, der Toxikologe Jan Meulenbelt vom Rijksinstituut voor Volksgezondheid en Milieu, stellte im Fall des vermeintlichen Mordopfers Amber einen natürlichen Todesfall fest. Er bezeichnete die Ermittlungen im Mordfall de Berk als ein Lehrbuchbeispiel von „Tunnelblick“. Die Würdigung ihrer Tagebucheinträge über „Zwang“ und „Tarot“ nannte Knigge einen Zirkelschluss.
Die Anwälte de Berks beantragten die ursprünglich bis zum 1. Juli 2008 befristete Aussetzung der Strafvollstreckung zu verlängern. Am 24. Juni 2008 setzte der Hohe Rat die Vollstreckung der Haftstrafe bis zur Entscheidung über die Wiederaufnahme des Verfahrens aus.
Am 7. Oktober 2008 beschloss der Hohe Rat der Niederlande die Wiederaufnahme des Verfahrens, nicht aufgrund der (zurückgewiesenen) Empfehlung der Kommission zur Überprüfung abgeschlossener Strafsachen, sondern wegen der Eingabe der Generalstaatsanwaltschaft mit dem neuen Gutachten des RIVM, das von dem Hohen Rat als neuer Beweis akzeptiert wurde. Der Fall wurde an den Gerechtshof Arnheim verwiesen.

## Neues Strafverfahren
Anfang 2009 wurde das neue Strafverfahren gegen Lucia de Berk vor dem Gerechtshof Arnheim eröffnet. Die Verteidigung beantragte den sofortigen Freispruch de Berks, da die Basis des bestehenden Urteils weggebrochen sei. Der Gerechtshof beauftragte Professor Meulenbelt mit weiteren Untersuchungen zum Todesfall Amber und zu zwei weiteren im Juliana-Kinderkrankenhaus verstorbenen Patienten. In diesen Fällen waren im ersten Verfahren die meisten belastenden Beweise vorgelegt worden. Die Arbeit Professor Meulenbelts sollte von weiteren unabhängigen Experten überprüft werden.
Am 17. Dezember 2009 fand in Arnheim eine Vorverhandlung statt, die im niederländischen Strafprozessrecht vorgesehene Regiezitting. Darin trafen das Gericht, die Staatsanwaltschaft und die Verteidigung Absprachen zu Umfang und Ablauf der bevorstehenden Hauptverhandlung. Man einigte sich auf den 17. März 2010 als Termin für die Hauptverhandlung, auf der lediglich Professor Meulenbelt seine Erkenntnisse als toxikologischer Sachverständiger vortragen sollte. Die Staatsanwaltschaft kündigte bereits an, in der Verhandlung auf Freispruch plädieren zu wollen.
Am 17. März 2010 plädierte der Staatsanwalt vor dem Gerechtshof Arnheim auf Freispruch in allen angeklagten Fällen vollendeter und versuchter Morde.
Am 14. April 2010 endete das Strafverfahren gegen Lucia de Berk mit einem Freispruch. In der Urteilsbegründung wurde festgestellt, dass es sich in allen angeklagten Fällen um natürliche Todesfälle gehandelt hat. Die vorgelegten neuen Gutachten bestätigten die von Ton Derksen, Metta de Noo und der Kommission zur Überprüfung abgeschlossener Strafsachen vorgetragenen Zweifel am erstinstanzlichen Urteil. Die Lucia de Berk vorgehaltenen Todesfälle wurden durch Mängel bei Diagnostik und Therapie im Juliana-Kinderkrankenhaus begünstigt.
Das neue Strafverfahren betraf nur die de Berk zur Last gelegten Tötungsverbrechen, die damit zusammenhängend ausgesprochenen Verurteilungen wegen Diebstählen, Urkundenfälschungen und Falschaussagen waren nicht Gegenstand des Verfahrens. Da de Berk niemals die Zulassung als Krankenschwester entzogen worden ist, darf sie sich weiter als Krankenschwester (niederländisch: Verpleegkundige) bezeichnen und ihren Beruf wieder ausüben.

## Haftentschädigung
Am 12. November 2010 wurde bekannt, dass sich Lucia de Berk mit der Staatsanwaltschaft auf eine Entschädigung in nicht mitgeteilter Höhe für sechseinhalb Jahre zu Unrecht erlittener Haft geeinigt hat. Ihr Arbeitgeber, HagaZiekenhuis als Rechtsnachfolger des Juliana-Kinderkrankenhauses, zahlte an de Berk Schadensersatz in Höhe von 45.000 Euro. Der damalige Justizminister Hirsch Ballin sagte in einer ersten Reaktion: „Das Unrecht, das man Lucia de Berk angetan hat, ist nicht wieder gut zu machen, auch nicht mit Geld.“ Später richtete er an de Berk ein Entschuldigungsschreiben, in dem er den Gang der Ereignisse als „grauenerregend“ bezeichnete. Niemand wurde für die ungerechtfertigte Inhaftierung de Berks strafrechtlich zur Verantwortung gezogen.

## Buchveröffentlichungen
2006 erschien das Buch Lucia de B. Reconstructie van een gerechtelijke dwaling (deutsch: Lucia de B. Rekonstruktion eines Justizirrtums) des Wissenschaftstheoretikers Ton Derksen und seiner Schwägerin Metta de Noo. Darin fassten sie ihre Erkenntnisse zu den Verfahrensfehlern im Fall Lucia de Berk zusammen und brachten ihre Forderung nach einer Wiederaufnahme des Verfahrens zum Ausdruck. Das Buch enthielt auch Einzelheiten zur medizinischen Behandlung mehrerer vermeintlicher Mordopfer, deren Vornamen angegeben wurden. Die Eltern einer der Patientinnen sahen darin die Verletzung des postmortalen Persönlichkeitsrechts ihrer Tochter und klagten gegen die Autoren und den Verlag. Die Klage wurde im Oktober 2006 von der Rechtbank Amsterdam abgewiesen.
Der Fall de Berk wurde in mehreren weiteren Buchveröffentlichungen dargestellt, darunter in ihrem eigenen 2010 erschienenen Buch Lucia de B. Levenslang en tbs, dem ein Vorwort des Schriftstellers Maarten ’t Hart vorangestellt war. Mehrere wissenschaftliche Veröffentlichungen griffen den Fall im Zusammenhang mit der Verwendung statistischer Methoden im Strafverfahren und dem Tunnelblick als störendem Element in Strafverfahren auf.

## Verfilmung
Die Regisseurin Paula van der Oest hat das Schicksal Lucia de Berks in ihrem Spielfilm Lucia – Engel des Todes? (im Original: Lucia de B.) verarbeitet, der auf einem Buch Metta de Noos beruht. Die Titelrolle spielte die niederländische Schauspielerin Ariane Schluter. Metta de Noo kritisierte später, dass der Film nicht uneingeschränkt die Tatsachen wiedergebe. Am 11. Dezember 2015 wurde der Film im niederländischen Fernsehen ausgestrahlt.
Lucia – Engel des Todes? war der niederländische Beitrag für die Kategorie Bester fremdsprachiger Film bei der 87. Verleihung der Oscars und gelangte in die Vorauswahl.

### Primärquellen
- Urteil der Rechtbank Den Haag vom 24. März 2003
- Berufungsurteil des Gerechtshof 's-Gravenhage vom 18. Juni 2004
- Erster Kassationsbeschluss des Hohen Rats der Niederlande vom 14. März 2006
- Urteil des Gerechtshof Amsterdam vom 13. Juli 2006
- Urteil der Rechtbank Amsterdam vom 12. Oktober 2006 betreffend die Klage von Hinterbliebenen gegen die Veröffentlichung eines Buchs zum Fall de Berk
- Commissie Evaluatie Afgesloten Strafzaken: Rapport van het driemanschap in de zaak tegen mevrouw de B. (PDF, 205 kB), Bericht der Commissie evaluatie afgesloten strafzaken (CEAS) vom 29. Oktober 2007
- Eingabe des Generalstaatsanwalts Geert Knigge an den Hohen Rat der Niederlande, 17. Juni 2008
- Beschluss des Hohen Rats der Niederlande vom 7. Oktober 2008, Wiederaufnahme des Verfahrens
- Urteil des Gerechtshof Amsterdam vom 14. April 2010